# Lars Seniuk
Lars Seniuk (* 1989 in Norderstedt) ist ein deutscher Trompeter, Komponist und Dirigent, der als Hochschullehrer tätig ist.

## Leben und Wirken

### Werdegang
Seniuk hat polnischen und ukrainischen Migrationshintergrund und wuchs als Sohn eines polnischen Flüchtlings und einer deutschen Mutter in Norderstedt am Stadtrand von Hamburg auf. Er studierte nach einer klassischen Trompetenausbildung bei Hans-Jörg Packeiser zunächst als Jungstudent an der Hochschule für Musik und Theater Hamburg (HfMT Hamburg) und nach seinem Abitur am Jazz-Institut Berlin Jazz-Trompete. Es folgte ein Studium der klassischen und zeitgenössischen Komposition sowie Jazz-Komposition an der HfMT Hamburg. Seniuk war Mitglied der Landesjugendjazzorchester Hamburg und Schleswig-Holstein und wurde im Alter von 17 Jahren Mitglied des Bundesjazzorchesters.
Als Trompeter bewegt sich Seniuk in den verschiedenen Stilen zwischen traditionellem Jazz, Bebop und Avantgarde-Jazz mit Einflüssen aus mikrotonaler Musik, Neuer Musik und diversen musikalischen Einflüssen aus anderen Kulturen. Er spielte unter anderem mit der NDR Bigband, dem Jazz Kollektiv Berlin, dem Adrian Kleinlosen Quintett, dem Berlin Composers Orchestra  und dem Global Music Orchestra.
Im Alter von 16 Jahren gründete Seniuk seine erste professionelle Bigband. Er ist zudem der Leiter des New German Art Orchestra, mit dem er 2015 das Album Pendulum (Mons Records) veröffentlichte, das begeisterte Reaktion bei Kritikern und Medien hervorrief und für den Echo Jazz 2016 nominiert wurde.
Der von der Presse als „Überflieger“ und „Tausendsassa“ betitelte Seniuk arbeitet zudem als Komponist und Dirigent regelmäßig mit der hr-Bigband, der NDR Bigband und der WDR Big Band. Tourneen führten ihn durch ganz Deutschland sowie in verschiedene europäische Staaten, nach China sowie in die USA (als Preisträger der International Made In New York Jazz Competition).

### Lehrtätigkeit
Nach zwei Jahren Lehrtätigkeit an der HfMT Hamburg wechselte Seniuk 2018 an die Musikhochschule Frankfurt (Arrangement und Bigbandleitung) und an die Musikhochschule Weimar (Jazztrompete). 2019 wurde er als Professor für Trompete, Ensemble und Bigband sowie Leiter des Studiengangs Jazz an die MUK Wien berufen. Zudem gibt er europaweit Jazz-, Bigband- und Bigbandleiter-Workshops. 2022 wurde er mit dem Anerkennungspreis des österreichischen Ars Docendi-Staatspreis für exzellente Lehre ausgezeichnet.
Von 2014 bis 2020 war er zudem künstlerischer Leiter des Landesjugendjazzorchesters Hamburg, mit dem er 2019 die International Big Band Competition in den Niederlanden gewann.
Am 16. Mai 2024 wurde Seniuk durch den Erweiterten Senat für fünf Jahre zum Rektor der Hochschule für Musik Carl Maria von Weber Dresden gewählt.

## Soziales Engagement
2015 gründete Lars Seniuk die gemeinnützige Initiative Miteinander durch Musik e.V. Diese initiiert und unterstützt bundesweit Musikprojekte für Geflüchtete und engagiert sich gegen Rassismus und Fremdenfeindlichkeit. Von 2017 bis 2021 war er Vorsitzender des Jazzbüro Hamburg e.V., dem Dachverband des Jazz in Hamburg. 2018 rief er die „Arbeitsgruppe Jazz & Gender“ ins Leben.

## Diskografie
- Lars Seniuk & NGA Bigband: High Five! (2013)
- Lars Seniuk & New German Art Orchestra: Pendulum.  (Mons Records; 2015)